# Landdagverkiezingen in Neder-Oostenrijk 2013
De negentiende landdagverkiezingen in de deelstaat Neder-Oostenrijk van 2013 vonden op 3 maart van dat jaar plaats. De verkiezingen werden gewonnen door de Volkspartei Niederösttereich (VPNÖ) - een afdeling van de federale Österreichische Volkspartei (ÖVP) - die haar absolute meerderheid behield. Na de verkiezingen werd gouverneur (Landeshauptmann) Erwin Pröll in zijn ambt herbevestigd.
| Partij | Partij                                       | Percentage | Zetels | Verschil |
| ------ | -------------------------------------------- | ---------- | ------ | -------- |
|        | Volkspartei Niederösterreich (VPNÖ)          | 50,79%     | 30     | 1        |
|        | Sozialdemokratische Partei Österreichs (SPÖ) | 21,57%     | 13     | 2        |
|        | Team Stronach (TS)                           | 9,84%      | 5      | NIEUW    |
|        | Freiheitliche Partei Österreichs (FPÖ)       | 8,21%      | 4      | 2        |
|        | Die Grünen Niederösttereich (GRÜNE)          | 8,06%      | 4      | 0        |
|        | Overige partijen                             | 1,52%      | 0      | —        |
|        |                                              |            | 56     |          |